# Papilio syfanius
Papilio syfanius là một loài bướm thuộc họ Bướm phượng (Papilionidae). 
Loài Papilio syfanius được mô tả năm 1890 bởi Oberthür. Loài bướm Papilio syfanius sinh sống ở Trung Quốc.

## Phân loài
- Papilio syfanius syfanius (bắc Vân Nam)
- Papilio syfanius albosyfanius Shimogori & Fujioka, 1997 (bắc Vân Nam)
- Papilio syfanius kongaensis (Yoshino, 1997) (Tứ Xuyên)